# Avalon (stacja metra)
Avalon – stacja zielonej linii metra w Los Angeles położona nad Avalon Boulevard w mieście Los Angeles w dzielnicy South Los Angeles.
Pierwotnie ta stacja nosiła nazwę Avalon/I-105 i nazwa ta może być jeszcze stosowana w niektórych miejscach.

## Godziny kursowania
Tramwaje zielonej linii kursują codziennie w godzinach od 5:00 do 0:45

## Połączenia autobusowe

### Linie autobusowe Metro
- Metro Local: 48, 51, 52, 53, 352
- LADOT DASH: Watts
- Los Angeles County Departament of Public Works: Hahn's Trolley